# Chiesa cattolica in Asia
La Chiesa cattolica in Asia è parte della Chiesa cattolica universale, sotto la guida del Papa e della Santa Sede. 
 Il Cattolicesimo in Asia è in rapida crescita soprattutto nel Sud-est asiatico.

## Storia
L'Asia è il luogo d'origine sia dell'ebraismo che della nascita e dello sviluppo della Chiesa cattolica e ortodossa. In Medio Oriente si trovano tuttora numerose chiese antiche, alcune delle quali sono unite alla chiesa cattolica. Il rito latino invece è diffuso soprattutto nell'estremo oriente, per l'attività missionaria soprattutto a partire dal XVI secolo.
Senza considerare il Medio Oriente, alla fine del XIX secolo vi erano già numerose missioni e diocesi cattoliche in parte poi soppresse. Qui un elenco parziale:
- diocesi nelle Filippine:
  - Manila, vescovato (1579), arcivescovato dal 1595
  - Cebù, vescovato (1595), oggi arcivescovato
  - Nueva Caceres, vescovato (1595)
  - Nueva Segovia, vescovato (1595)
- diocesi nell'India pre-britannica (prevalentemente portoghesi):
  - Quilon, vescovato (1329; poi abbandonata e ripristinata nel 1853)
  - Goa, vescovato (1533), oggi arcivescovato
  - Cochin, vescovato (1558-1838, ripristinato nel 1886)
  - Cranganor, vescovato (1600)
  - São_Tomé_di_Meliapore, vescovato (1606-1838)
- vicariati nell'India britannica:
  - Agra, (1826)
  - Bengala centrale, (1856)
  - Bengala occidentale, (1856)
  - Bengala orientale, (1856)
  - Calcutta, (1834)
  - Bombay, (1660)
  - Ceylon (Sri Lanka), (1834-1849)
  - Coimbatore, (1850)
  - Colombo, (1849)
  - Jaffna, (1849)
  - Madras, (1832)
  - Madura, (1846)
  - Mysore, (1850)
  - Malabar, (1659, Verapoly)
  - Mangalore, (1853)
  - Patna, (1845)
  - Pondicherry, (1776)
  - Tibet, dal 1846 separato da Agra
  - Vizigapatnam, (1850)
- vicariati nell'Indocina: 
  - Ava e Pegu, 1722
  - Cambogia, 1844
  - Cocincina, 1660
  - Cocincina occidentale, 1844
  - Cocincina settentrionale, 1850
  - Malacca, vescovato (1557-1838)
  - Siam orientale (Bangkok), 1658
  - Siam occidentale, 1841
  - Tonchino (Annam), 1658 poi suddiviso in
  - Tonchino meridionale, 1846
  - Tonchino occidentale, 1879
  - Tonchino centrale, 1848
  - Tonchino orientale, 1696
- diocesi e vicariati in Cina:
  - Pechino, arcivescovato (1307-1375, 1690 al 1856, poi suddiviso in vari vicariati e ricostituito nel 1946)
  - Quanzhou (o Zayton), vescovato (1313-1369 circa)
  - Macao, vescovato, 1690
  - Nanchino, vescovato, 1690-1856
  - Chanxi, 1843
  - Chanxi e Chenxi, 1696 divisi nel 1843
  - Fokien, 1696
  - Honan, 1843
  - Hunan, 1856 diviso dal Huquang
  - Hopei, 1856
  - Huquang, 1696, diviso dal Hunan nel 1856
  - Kiangxi, 1696 diviso dal Xekiang
  - Kiang nang, 1840
  - Kuang tong, 1856, separato da Macao
  - Kua kou, 1846
  - Liao Tong (Manciuria), 1838
  - Pe chili occidentale, 1856
  - Pe Chili orientale, 1856
  - Pe Chili settentrionale, 1856
  - Setchuan, 1696, diviso nel 1856 in
  - Setchuan nord occidentale 1856
  - Setchuan orientale 1856
  - Setchuan meridionale 1860
  - Chekiang e Kiangxi, 1696 poi divisi
  - Xantong, 1839
  - Yunnan, 1696.
- diocesi e vicariati in altre regioni dell'Asia centrale e orientale:
  - Samarcanda, vescovato (1329-1360?)
  - Corea, vicariato apostolico (1831), oggi arcidiocesi di Seul
  - Giappone, vicariato apostolico (1846), oggi arcidiocesi di Tokyo

## Stati
Gli stati asiatici a maggioranza cattolica sono le Filippine (81%) e Timor Est (98%). Le Filippine, con circa 85 milioni di cattolici, costituiscono anche la più grande comunità cattolica nazionale dopo il Brasile e il Messico (e prima degli USA).
Altri stati asiatici con importanti minoranze cattoliche sono il Libano (26%), la Corea del Sud (11%), il Vietnam (10%), la Siria (circa 6%), Singapore (6%), Sri Lanka (6%), la Malaysia (4%), l'Indonesia (3%), il Kazakistan (2,5%), Israele (2%) e l'India (1,5%; nel Kerala 11%). Una situazione particolare è rappresentata da alcuni stati del Golfo Persico (Emirati Arabi Uniti, Qatar, Bahrein) dove la minoranza cattolica si attesta al 10% circa, ma è costituita quasi esclusivamente da immigrati; un fenomeno simile, ma con percentuali più basse (2-4%), si riscontra anche in Kuwait e Oman. La diffusione del cattolicesimo in Cina è mal documentata, alcune stime danno una percentuale intorno all'1%, con punte locali più alte (8% a Hong Kong).
Lo stato col minor numero di cattolici è la Mongolia.

## Organizzazione e istituzioni
Nel 2010 la Chiesa cattolica asiatica comprendeva:
- 76 arcidiocesi
- 335 diocesi
- 1 abbazia territoriale
- 16 vicariati apostolici
- 35 prefetture apostoliche
- 3 missioni sui iuris
- 4 amministrazioni apostoliche
- 2 ordinariati militari

La popolazione cattolica ammontava a 124.046.000 fedeli pari al 3,05 % della popolazione del continente. Inoltre, al 2010, la Chiesa asiatica contava:
- 11.092 parrocchie
- 740 vescovi
- 31.737 presbiteri diocesani
- 22.185 presbiteri religiosi
- 143 diaconi permanenti
- 32.677 seminaristi maggiori
- 24.319 seminaristi minori
- 160.862 religiose
- 1.712 membri di istituti secolari
- 301.542 catechisti
- 40.311 istituti scolastici
- 10.633 istituti di beneficenza